# Meensel-Kiezegem
Meensel-Kiezegem est une section de la commune belge de Tielt-Winge située en Région flamande dans la province du Brabant flamand.
Meensel et Kiezegem étaient deux villages distincts avant leur fusion en 1824. Lors de la fusion des communes de 1977, Meensel-Kiezegem est regroupée avec trois autres dans la nouvelle commune de Tielt-Winge. C'était une commune à part entière avant la fusion des communes de 1977.

## Démographie

### Évolution démographique
- Sources : INS, Rem. : 1831 jusqu'en 1970 = recensements, 1976 = nombre d'habitants au 31 décembre[2].

## Histoire de la paroisse de Meensel-Kiezegem
Dans le passé, la paroisse de Meensel-Kieseghem comprenait une chapelle située à Molenbeke et qui revenait à l'abbaye de Parc. Le 15 février 1565, le prélat de cette abbaye, en raison de sa dignité abbatiale, conféra la chapelle à Hubert Arnoldi. Notons par ailleurs que ce furent l'abbaye d'Inde et l'abbaye d'Heylissem qui avaient la collation de l'église Saint-Laurent de Meensel-Kieseghem.

## Drame

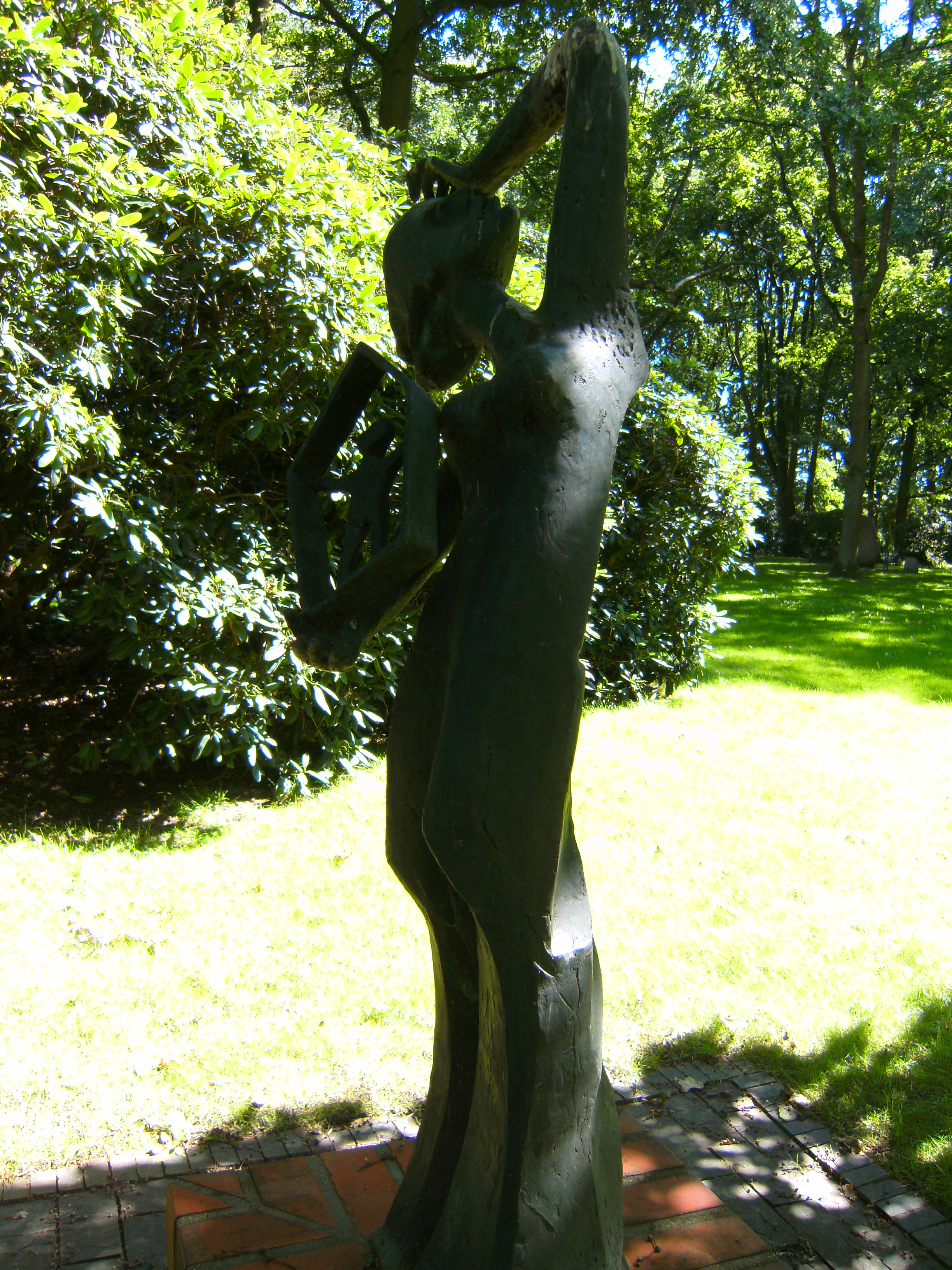
Hamburg, mémorial du camp de concentration de Neuengamme : Bois commémoratif, statue Le Désespoir de Meensel-Kiezegem. Pour garder le souvenir des victimes de la déportation.

Le 30 juillet 1944, le collaborateur Gaston Merckx fut abattu. À titre de représailles, l'occupant allemand aidé de collaborateurs flamands a emprisonné le 11 août tous les habitants masculins et en a envoyé 71 au camp de concentration de Neuengamme dont 63 y laissèrent la vie.

## À voir
- L'église de Meensel en style gothique tardif.

## Habitants célèbres
- Lieu de naissance d'Eddy Merckx.